# Natación en los Juegos Panafricanos de 2007
La competencia de Natación en los Juegos Panafricanos de 2007 se llevó a cabo en  Argel, Argelia entre el 11 y el 18 de julio de 2007.

## Resultados

### Hombres
| 50 m estilo libre                  | Salim Iles Argelia 22:34                 | Jason Dunford Kenia 22:73          | Gideon Louw Sudáfrica 22:81           |  |  |  |
| 100 m estilo libre                 | Salim Iles Argelia 49:38                 | Nabil Kebbab Argelia 49:82         | Jason Dunford Kenia 50:09             |  |  |  |
| 200 m estilo libre                 | Nabil Kebbab Argelia 01:50:30            | Jean Basson Sudáfrica 01:50:33     | Jason Dunford Kenia 01:50:64          |  |  |  |
| 400 m estilo libre                 | Troyden Prinsloo Sudáfrica 03:55:29      | Ahmed Mathlouthi Túnez 03:55:75    | Jean Basson Sudáfrica 03:57:97        |  |  |  |
| 800 m estilo libre                 | Troyden Prinsloo Sudáfrica 08:02:84      | Riaan Schoeman Sudáfrica 08:11:23  | Mohamed Gadallah · Egipto · 08:16:10  |  |  |  |
| 1500 m estilo libre                | Troyden Prinsloo Sudáfrica 15:24:93      | Riaan Schoeman Sudáfrica 15:58:31  | Mohamed Gadallah · Egipto · 16:05:20  |  |  |  |
| 50 m estilo pecho                  | Cameron van der Burgh Sudáfrica 27:74    | Thabang Moeketsane Sudáfrica 28:89 | Malick Fall Senegal 29:26             |  |  |  |
| 100 m estilo pecho                 | Cameron van der Burgh Sudáfrica 01:02:05 | Sofiane Daid Argelia 01:02:11      | Thabang Moeketsane Sudáfrica 01:02:54 |  |  |  |
| 200 m estilo pecho                 | Sofiane Daid Argelia 2:14.27             | William Deiring Sudáfrica 2:14.32  | Malick Fall Senegal 2:22.10           |  |  |  |
| 50 m estilo mariposa               | Jason Dunford Kenia 23:91                | Yellow Yeiyah Nigeria 24:46        | Garth Tune Sudáfrica 25:02            |  |  |  |
| 100 m estilo mariposa              | Jason Dunford Kenia 53:40                | George du Rand Sudáfrica 54:97     | Ahmed Nada · Egipto · 55:85           |  |  |  |
| 200 m estilo mariposa              | Jason Dunford Kenia 02:02:82             | Ahmed Nada · Egipto · 02:03:35     | Ahmed Aboughazala · Egipto · 02:05:12 |  |  |  |
| 200 m individuales combinados      | Ahmed Mathlouthi Túnez 02:05:21          | Riaan Schoeman Sudáfrica 02:05:23  | Darian Townsend Sudáfrica 02:06:10    |  |  |  |
| 400 m individuales combinados      | Riaan Schoeman Sudáfrica 04:21:91        | Ahmed Mathlouthi Túnez 4.27.00     | Taki Mrabet Túnez 4.28.83             |  |  |  |
| 50 m estilo espalda                | Johannes Zandberg Sudáfrica 25:68        | Ahmed Hussein · Egipto · 26:13     | Jason Dunford Kenia 26:31             |  |  |  |
| 100 m estilo espalda               | Johannes Zandberg Sudáfrica 56:53        | Jason Dunford Kenia 57:57          | Garth Tune Sudáfrica 58:54            |  |  |  |
| 200 m estilo espalda               | George du Rand Sudáfrica 02:02:69        | Ahmed Hussein · Egipto · 02:05:03  | Taki Mrabet Túnez 02:05:35            |  |  |  |
| 4 × 100 m estilo libre con relevos | Sudáfrica 3:22.52                        | Argelia 3:24.36                    | Egipto · 3:29.76                      |  |  |  |
| 4 × 200 m estilo libre con relevos | Sudáfrica 7.31.70                        | Argelia 7.32.50                    | Túnez 7.43.53                         |  |  |  |
| 4 × 100 m combinados con relevos   | Sudáfrica 3:44.92                        | Argelia 3:47.31                    | Egipto · 3:49.60                      |  |  |  |
|                                    |                                          |                                    |                                       |  |  |  |

### Mujeres
| 50 m estilo libre                  | Kirsty Coventry Zimbabue 26:19       | Heather Brand Zimbabue 26:65        | Sarra Chahed Túnez 26:72             |  |  |  |
| 100 m estilo libre                 | Melissa Corfe Sudáfrica 57:44        | Liezi Mari Burger Sudáfrica 58:03   | Heather Brand Zimbabue 58:08         |  |  |  |
| 200 m estilo libre                 | Melissa Corfe Sudáfrica 02:02:45     | Maroua Mathlouthi Túnez 02:05:11    | Kathryn Meaklim Sudáfrica 02:06:32   |  |  |  |
| 400 m estilo libre                 | Melissa Corfe Sudáfrica 04:15:53     | Kathryn Meaklim Sudáfrica 04:21:97  | Maroua Mathlouthi Túnez 04:25:83     |  |  |  |
| 800 m estilo libre                 | Kirsty Coventry Zimbabue 08:43:89    | Maroua Mathlouthi Túnez 08:57:91    | Dominique Dryding Sudáfrica 09:13:12 |  |  |  |
| 1500 m estilo libre                | Natalie du Toit Sudáfrica 17:06:05   | Maroua Mathlouthi Túnez 17:22:83    | Dominique Dryding Sudáfrica 17:31:51 |  |  |  |
| 50 m estilo pecho                  | Suzaan van Biljon Sudáfrica 32:62    | Amira Kouza Argelia 33:03           | Meriem Lamri Argelia 33:25           |  |  |  |
| 100 m estilo pecho                 | Suzaan van Biljon Sudáfrica 01:09:74 | Kirsty Coventry Zimbabue 01:11:86   | Meriem Lamri Argelia 01:12:39        |  |  |  |
| 200 m estilo pecho                 | Suzaan van Biljon Sudáfrica 02:32:30 | Jessica Pengelly Sudáfrica 02:32:30 | Lydia Yefsah Argelia 02:37:72        |  |  |  |
| 50 m estilo mariposa               | Amanda Loots Sudáfrica 27:60         | Heather Brand Zimbabue 27:89        | Binta Zahra Diop Senegal 28:35       |  |  |  |
| 100 m estilo mariposa              | Amanda Loots Sudáfrica 01:00:09      | Heather Brand Zimbabue 01:00:61     | Ellen Hight Zambia 01:03:38          |  |  |  |
| 200 m estilo mariposa              | Amanda Loots Sudáfrica 02:14:28      | Kathryn Meaklim Sudáfrica 02:14:77  | Heather Brand Zimbabue 02:17:59      |  |  |  |
| 50 m estilo espalda                | Kirsty Coventry Zimbabue 28:89       | Canelle van Wyk Sudáfrica 30:35     | Jessica Pengelly Sudáfrica 30:90     |  |  |  |
| 100 m estilo espalda               | Kirsty Coventry Zimbabue 01:01:28    | Melissa Corfe Sudáfrica 01:05:64    | Karima Lahmar Argelia 01:06:92       |  |  |  |
| 200 m estilo espalda               | Kirsty Coventry Zimbabue 02:10:66    | Melissa Corfe Sudáfrica 02:13:88    | Jessica Pengelly Sudáfrica 02:15:59  |  |  |  |
| 200 m individuales combinados      | Kirsty Coventry Zimbabue 02:13:02    | Jessica Pengelly Sudáfrica 02:17:79 | Sarra Lajnef Túnez 02:23:26          |  |  |  |
| 400 m individuales combinados      | Kirsty Coventry Zimbabue 04:39:91    | Jessica Pengelly Sudáfrica 04:43:97 | Kathryn Meaklim Sudáfrica 4.48.06    |  |  |  |
| 4 × 100 m estilo libre con relevos | Sudáfrica 3.56.05                    | Egipto · 3.59.47                    | Túnez 3.59.99                        |  |  |  |
| 4 × 200 m estilo libre con relevos | Sudáfrica 8.28.46                    | Zimbabue 8.38.20                    | Argelia 8.42.62                      |  |  |  |
| 4 × 100 m combinados con relevos   | Sudáfrica 4:10.90                    | Zimbabue 4:21.60                    | Argelia 4:24.54                      |  |  |  |
|                                    |                                      |                                     |                                      |  |  |  |